# Винокуров-Наумов, Наум Михайлович
Наум Михайлович Винокуров-Наумов (16 ноября 1888, Одесса, Российская империя — 30 марта 1938, Воркута, РСФСР, СССР) — советский государственный и партийный деятель, участник революционного движения. Кандидат в члены ЦК Компартии Украины, член КазЦИК.

## Биография
Наум Михайлович Винокуров-Наумов родился 16 ноября 1888 года в Одессе в еврейской семье, отец был чернорабочим, занимался погрузкой и разгрузкой хлеба.

### Образование
1897—1901 годы — окончил 4-классную начальную школу.
1901—1905 годы — обучался в ремесленном училище общества «Труд» в Одессе. Параллельно с учебой работал в модельной мастерской при училище.
1910—1913 годы — окончил механическое отделение Одесского училища торгового мореплавания.

### Политическая деятельность
С 1904 года участвовал в социал-демократических кружках, с 1905 года был активным участником революционного движения в училище и на заводе, стал членом РСДРП(б) под псевдонимами Наумов и Винокур.
В 1905 году, во время Первой русской революции, был ранен в плечо, а в 1907 году арестован и выслан в северные губернии Российской империи. По дороге бежал и в течение 1907—1909 годов работал на фабриках и заводах на юге России. В 1909 году вернулся в Одессу, работал на модельной фабрике и продолжал учебу на механическом отделении Одесского училища торгового мореплавания. После его окончания трудился механиком и до 1914 года ходил в заграничные плавания в качестве практиканта.
С 1914 по 1915 год служил добровольцем в военно-морском флоте, был демобилизован как квалифицированный рабочий. В 1915—1917 годах работал на военно-снарядном заводе в Одессе, где в 1917 году был избран членом заводского совета рабочих депутатов.

### Гражданская война и партийная деятельность
22 октября 1918 года избран кандидатом в члены ЦК Компартии Украины на II-м съезде КП(б) Украины.
В 1918 году вел подпольную работу в Харькове, а затем политическую работу в Красной армии. В 1919 году служил в Особой продовольственной комиссии 5-й армии РККА и был избран членом Сибирской учетно-реквизиционной комиссии.
В июне — августе 1920 года занимал должность военного комиссара 14-й Майкопской кавалерийской дивизии, а позже — комиссара 22-й стрелковой дивизии на Южном фронте.

### Государственная и хозяйственная деятельность
После гражданской войны был председателем Харьковского губернского совета народного хозяйства и председателем правления коммерческого банка.
В 1923 году возглавил Киргизское бюро ВЦСПС, а с июля 1923 года занимал должность заместителя председателя Совета труда и обороны Киргизской (Казахской) АССР.
В октябре 1923 года решением Оргбюро ЦК ВКП(б) был назначен председателем Промышленного бюро ВСНХ Казахской АССР.
В декабре 1923 года назначен председателем Центрального совета народного хозяйства Казахской АССР.
С января 1924 года член Казахского ЦИК.
В феврале 1924 года был переведен в распоряжение ЦК РКП(б).
В последующие годы занимал ответственные должности в Украинской ССР, включая пост председателя правления Украинского химического треста в 1930 году. В дальнейшем работал в Москве.

### Последние годы
В 1936 году Винокуров-Наумов был арестован по обвинению в троцкизме и приговорён к заключению в исправительно-трудовом лагере. Отбывал срок в Ухтинско-Печорском лагере Коми АССР, где работал инженером.
25 сентября 1937 года арестован повторно в лагере. Приговорён к высшей мере наказания тройкой при УНКВД Архангельской области 25 декабря 1937 года по статье 58-10 УК РСФСР. Расстрелян 30 марта 1938 года. Место захоронения — рудник Воркута.
Реабилитирован посмертно.